# Ligne du Pirée à Patras
La ligne Le Pirée -  Athènes - Patras (grec moderne : Γραμμή Πειραιά - Αθήνας - Πάτρας) est une ligne ferroviaire à écartement métrique et à voie unique, longue de 230 km, qui reliait Le Pirée et Athènes à Corinthe et à Patras au nord du Péloponnèse. La ligne métrique est depuis 2005 remplacée par une ligne à voie normale entre Le Pirée et Ágii Anárgyri sur une longueur de 13 km, déferrée à certains endroits entre Corinthe et Aigio (où son tracé coïncide avec celui de la nouvelle ligne en cours de construction) et exploitée en service voyageurs entre Aghios Vassileios et Patras.

## Historique

### Ouvertures
| Date d'ouverture  | Tronçon                       | Distance (km) |
| ----------------- | ----------------------------- | ------------- |
| 30 juin 1884      | Le Pirée - Athènes - Élefsina | 35,6          |
| 12 juillet 1884   | Kalamaki - Corinthe           | 9,5           |
| 16 septembre 1884 | Élefsina à Mégara             | 20,4          |
| 11 avril 1885     | Mégara à Kalamaki             | 33,9          |
| 19 septembre 1885 | Corinthe - Kiato              | 20,7          |
| 4 août 1886       | Kiato - Kamari                | 19,2          |
| 18 mai 1887       | Kamari - Dervéni              | 14,7          |
| 9 août 1887       | Akrata - Eghio                | 27,8          |
| 10 décembre 1887  | Eghio - Patras                | 39,7          |

### Fermetures
| Date         | Fermeture                                                |
| ------------ | -------------------------------------------------------- |
| 13 juin 2005 | Fermeture et déferrement entre Le Pirée et Ágii Anárgyri |
| 17 août 2009 | Fermeture du tronçon Corinthe - Patras                   |
| Janvier 2011 | Déclassement du tronçon Corinthe - Kiato                 |

### Divers
- Septembre 2009 : déferrement de divers tronçons entre Kiato et Psathopyrgos (la ligne normale en construction empruntera des tronçons de la ligne métrique).

### Événements
Le 19 avril 1882 a été signé le contrat entre le représentant des groupes financiers étrangers et l'État grec qui prévoyait la construction et l'exploitation de diverses lignes ferroviaires dans le Péloponnèse, parmi lesquelles figurait la ligne Le Pirée - Patras. Selon le contrat, le concessionnaire devait fonder une société anonyme et aurait le droit d'exploiter le réseau pour une durée maximale de 99 ans. Après les premiers 15 ans, l'État pouvait racheter cette société ferroviaire. De plus, l'État devait subventionner la construction d'un certain montant par kilomètre de voie et donner au concessionnaire les terrains nécessaires pour la construction. Le concessionnaire, de sa part, devait construire la ligne dans les quatre ans suivant le début des travaux. La ligne serait unique, à écartement métrique, de pentes atteignant le 29 ‰ et des rayons de courbes minimaux de 100 m. En mai 1882, il y eut des débats à l'Assemblée nationale concernant le choix de la voie métrique qui équiperait la ligne dans le Péloponnèse. Le Premier ministre Charílaos Trikoúpis était favorable la voie métrique, tandis qu'Alexandros Koumoundouros était contre. Trikoupis pensait que la construction d'une ligne métrique aurait un coût moins élevé et aiderait au développement du Péloponnèse. Par une loi votée le 22 juin 1882 est ratifié le contrat du 19 avril et, le 8 novembre de la même année, les travaux de construction de la gare du Pirée sont lancés en présence du roi de Grèce. Le 1er décembre fut fondée à Athènes la Compagnie des chemins de fer Pirée-Athènes-Péloponnèse (SPAP) qui possédait la ligne jusqu'à sa fusion avec les Chemins de fer de l'État Grec, en 1962.
Durant la Seconde Guerre mondiale, la ligne subit des dégâts importants. Plus de quatre-vingts viaducs principaux furent détruits. Plusieurs locomotives, wagons et voitures furent les victimes de la guerre. Après la guerre, 300 km des voies ferrées sont remplacés, augmentant la vitesse de référence à 90 km/h.
Vers la fin des années 1980, l'État grec décida de construire une nouvelle ligne à grande vitesse entre Athènes et Patras. Cette ligne serait d'écartement normal et remplacerait la ligne métrique. Les années passaient et rien ne se produisit. Les différentes administrations de l'OSE ne pouvaient pendre de décision définitive concernant l'avenir de la ligne. Les opinions changeaient, malgré la mise en place des chantiers pour la construction du nouveau tracé plus souple et permettant une vitesse accrue. L'administration de l'OSE, vers la fin des années 1990, décida de maintenir la ligne métrique dans le nouveau tracé déjà en construction. Cependant la nouvelle administration de 2001 changea d'orientation et se résolut enfin à remplacer la voie métrique par une voie normale.

## Caractéristiques

### Tracé
Les plus grandes pentes de la ligne se trouvent entre Ágii Anárgyri et Aspropyrgos (jusqu'à 24 ‰) et entre Kalamaki et Corinthe (jusqu'à 29 %). Les courbes de rayon minimum sont situées sur la Kakia skala et sont de 90 m, imposant des vitesses réduites jusqu'à 10 km/h. Après Corinthe, le tracé de la ligne est plus souple, longeant la côte nord du Péloponnèse. Les courbes de rayon minimum dans cette tronçon sont de 200 m et la vitesse maximum s'élève à 90 km/h, bien que souvent restreinte à moins de 50 km/h en raison des nombreux passages à niveau et traversées d'agglomérations.

### Stations

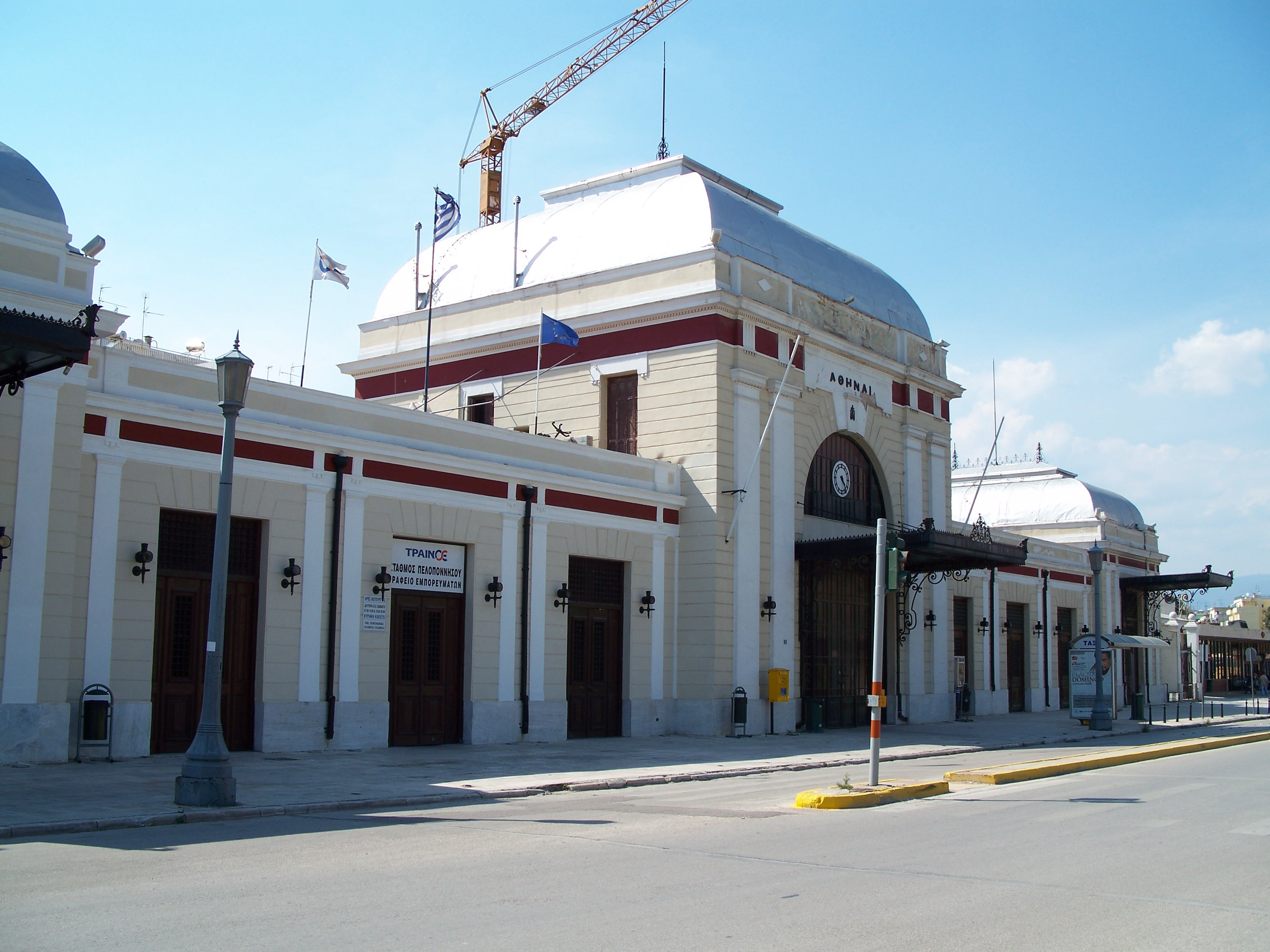
La gare du Péloponnèse, à Athènes.

La plus grande et impressionnante gare de la ligne et du réseau métrique du Péloponnèse est la gare d'Athènes, connu sous le nom de « Gare du Péloponnèse », désaffectée depuis 2005. Il s'agit d'un édifice relativement simple, réplique de la gare des « Chemins de fer Orientaux » à Istanbul. Entre 1954 et 1994, les bâtiments traditionnels des gares d'Ágii Anárgyri, de Corinthe, de Kiato, de Xylókastro, d'Akrata, de Diakopto et Patras furent remplacés par de nouveaux.

### Dépôts

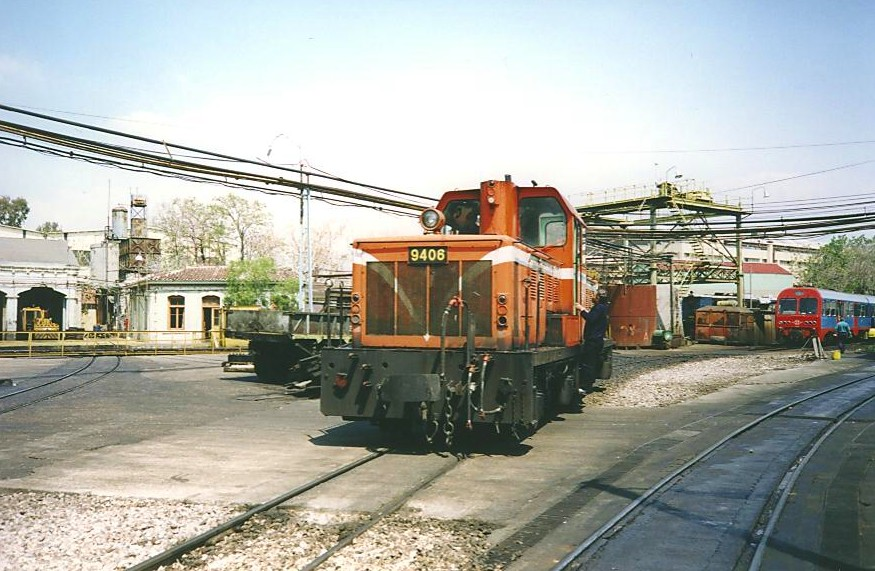
Un locotracteur fait des manœuvres au dépôt du Pirée, en 2001.

La ligne possédait trois dépôts, dont le premier et le plus grand du réseau était celui du Pirée. Bien que désaffecté depuis juin 2005, il abrite, depuis le mois de mars 2011, 18 autorails MAN et 8 locomotives ALCo du réseau, radiés par suite de la fermeture de la quasi-totalité des lignes du réseau fin janvier 2011. L'autre dépôt, à Corinthe, était plus petit et abritait jusqu'à trois locomotives et autorails circulant sur la ligne Corinthe-Kalamata. Il est désaffecté depuis janvier 2011. Le troisième dépôt, celui de Patras, le seul encore en fonctionnement, abrite quelques locomotives et les autorails GTW et MAN1 qui sont affectés aux trains de banlieue de Patras.

### Le viaduc du canal de Corinthe

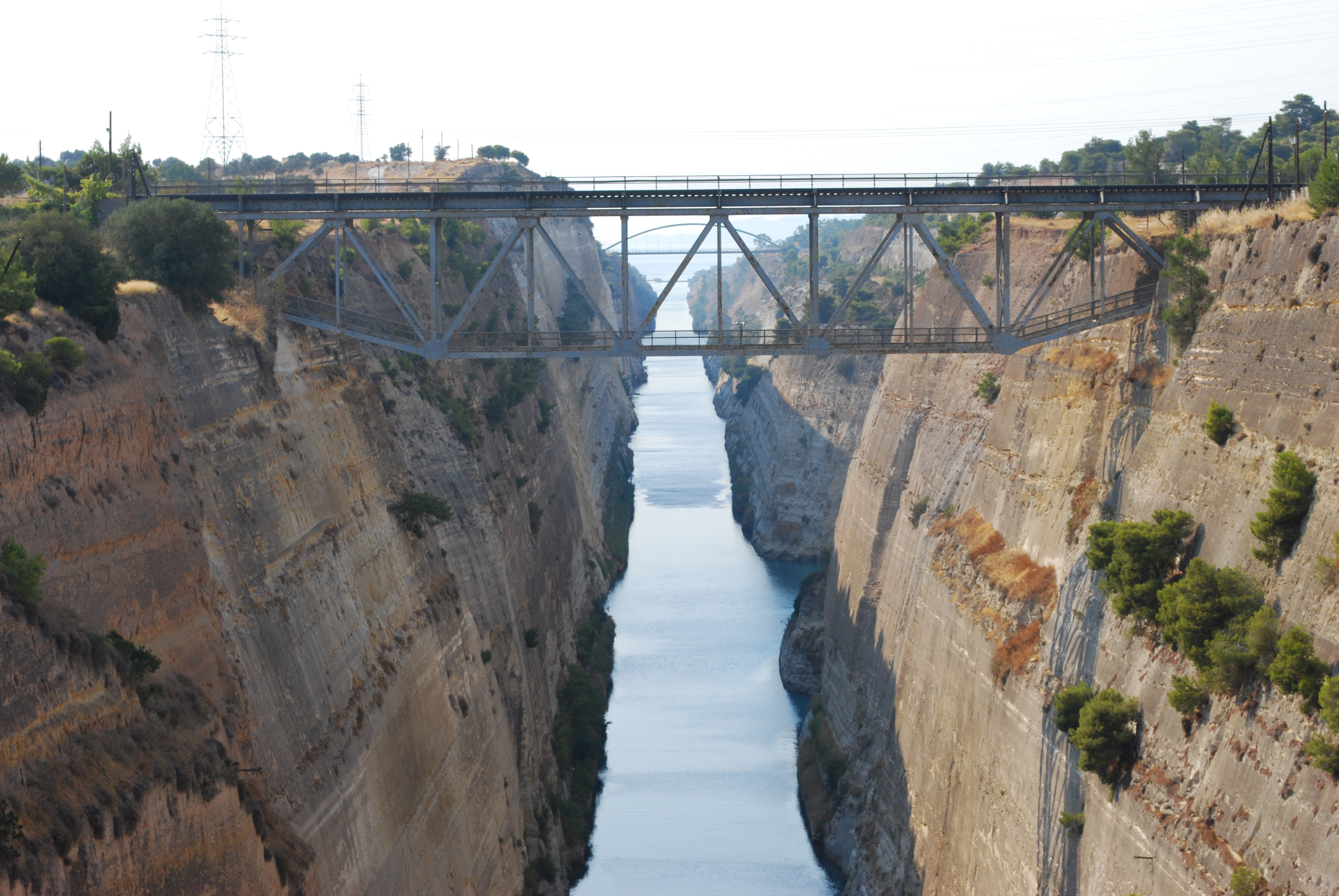
Le pont ferroviaire enjambant le canal de Corinthe.

Le premier viaduc métallique a été construit en même temps que le canal et achevé en 1885. C'était un viaduc mixte, utilisé par les trains, les chariots et les piétons. Les troupes anglaises, durant la Seconde Guerre mondiale, ont fait sauter ce viaduc. D'autres ponts provisoires ont donc été installés pour le franchissement du canal. Après la fin de la guerre, l'American Bridge Company a construit le nouveau viaduc, inauguré le 19 décembre 1948 qui se trouve en place encore aujourd'hui. La vitesse limite sur le viaduc est de 30 km/h.

### Signalisation
La ligne, bien que principale, est quasi totalement privée de système fixe de signalisation, comme c'est le cas de la totalité du réseau métrique du Péloponnèse. Seules les gares d'Athènes, d'Élefsina, de Corinthe et les installations ferroviaires de Patras sont protégées par des signaux mécaniques. Aux entrées des trois premières gares furent installés par les troupes allemandes des signaux mécaniques (sémaphores) du type DRG. Ils permettaient aux convois l'entrée (ou non) en gare, le chef de gare étant chargé d'imposer aux convois d'en partir ou de la traverser sans arrêt. Les installations ferroviaires de Patras, pour leur part, possèdent un sémaphore du « type français » qui protégeait l'entrée et le passage des convois par le dépôt de Patras. La circulation et l'entrée dans les autres gares se réalisait avec l'accord des chefs des gares voisines et du personnel de bord.

## Exploitation

### De 1884 à 1980
Le 30 juin 1884 a roulé le premier train sur la ligne entre Le Pirée et Élefsina. La distance de 35,6 km était parcourue en 1 heure 32, d'une vitesse moyenne de 23 km/h. Jusqu'en 1885, où la ligne Le Pirée - Patras a été ouverte au trafic dans sa totalité, les passagers voulant aller à Patras devaient prendre une correspondance de train à bateau à Corinthe. Après l'ouverture du canal de Corinthe en 1893, les bateaux de marchandises directs entre Le Pirée et Patras via Corinthe ont diminué les transports de fret par chemin de fer. En 1915, le voyage entre Le Pirée et Patras durait 8 heures 20, mais par suite de la mise en service des autorails diesel en 1937, ce temps a été réduit à 5 heures.
Entre 1941 et 1944, seuls de trains militaires dirigés par les troupes allemandes circulaient sur la ligne. Les Allemands, en quittant la Grèce, détruisirent plusieurs locomotives, voitures et wagons en les jetant dans le canal de Corinthe.
Le temps du trajet entre Le Pirée et Patras fut réduit encore une fois en 1961 à 3 heures 30 qui est resté le meilleur temps de parcours jusqu'à la fin d'exploitation de la ligne dans sa totalité, en mai 2005. Ce temps de parcours s'est achevé par la circulation de trains express formés d'autorails de la série 6001. Après la fusion des SPAP au SEK en 1965, ce train express a été doté de plusieurs arrêts augmentant le temps de parcours. En 1981, le trajet de trains express durait 3 heures 40. La dernière réduction du temps de parcours a été réalisée en 1992 par la mise en service d'autorails de la série 6501. Le trajet durait 3 heures 24 et le resta ainsi pour treize années.

### Depuis 2005 - Les dernières années

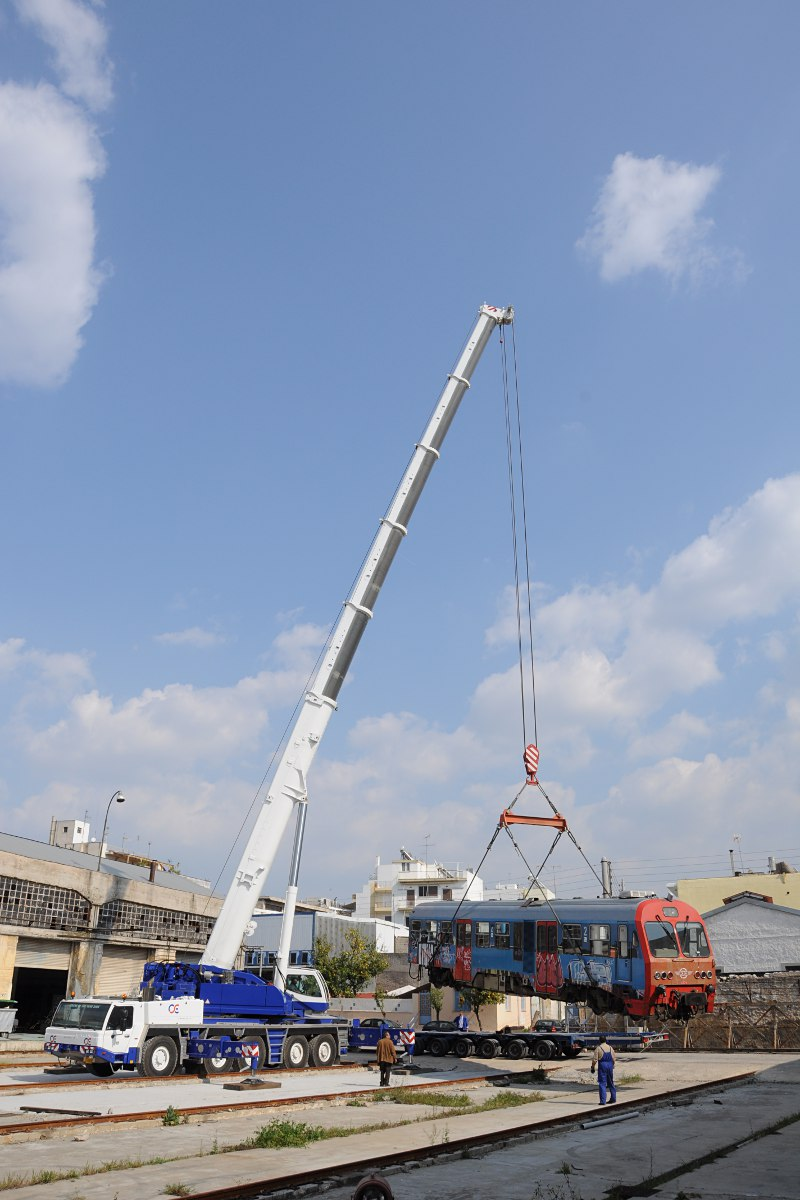
Un autorail de la série 6521, déposé à l'ancien dépôt du Pirée en mars 2011.

En juin 2005, la nouvelle ligne à écartement normal était quasiment prête. Le 13 juin 2005, la ligne métrique entre le Pirée et Ágii Anárgyri a été fermée à la circulation, y compris le dépôt central du Pirée et les gares du Pirée et d'Athènes. Les trains partaient de la gare d'Ágii Anárgyri et y étaient abrités. La ligne entre Le Pirée et Ágii Anárgyri fut déferrée pour être reconvertie en voie normale.
Le 11 décembre 2005, à l'occasion de l'ouverture de la ligne normale nouvelle entre Athènes et Corinthe, seulement une paire de trains circulait sur la ligne métrique entre Ágii Anárgyri et Corinthe et deux paires entre Ágii Anárgyri et la bifurcation de Loutraki, les autres partant en correspondance avec la ligne nouvelle depuis la nouvelle gare de Corinthe.
Dans la nuit du 2 au 3 juin 2007 a circulé le dernier train de voyageurs entre Ágii Anárgyri, Corinthe et Kiato. Depuis cette date, tous les trains partaient de la gare nouvelle de Kiato et y arrivaient. On comptait alors neuf paires de trains voyageurs entre Kiato gare nouvelle et Patras.
Entre le 12 janvier et le 12 mars 2009 la ligne entre Kiato et Diakopto a été fermée. Les trains vers Patras partaient de la gare de Diakopto.
Le 1er août 2009 ne restaient que cinq paires de trains voyageurs entre Kiato nouvelle gare et Patras. Ils n'ont circulé que pendant deux semaines, l'OSE ayant demandé au TRAINOSE la suppression du trafic entre Kiato et Patras pour poursuivre les travaux de la ligne nouvelle qui empruntera des tronçons de la ligne métrique.
Le 14 août 2009 a circulé le dernier train régulier sur la ligne entre la distillerie d'Aspropyrgos et Patras. Il s'agissait d'un train de fret transportant du gazole vers les dépôts de Patras, de Pyrgos et de Kalamata. À partir de cette date, des camions citernes se sont substitués pour l'approvisionnement des dépôts du Péloponnèse au réseau ferroviaire.
Le 17 août 2009, la ligne de Kiato à Patras a été fermée à la circulation et la voie fut déferrée sur plusieurs tronçons afin de permettre la poursuite des travaux de la ligne nouvelle qui emprunte à certains endroits le même tracé que la ligne métrique.
Par suite de la suppression de la majorité des trains voyageurs depuis le 30 janvier 2011 dans le Péloponnèse, entre 15 mars et 15 avril 2011, des trains spéciaux formés d'autorails 6521, 6501 ou tractés par des locomotives de la série A.9101 ont parcouru pour la dernière fois la ligne entre Corinthe et Ágii Anárgyri en provenance de Kalamata. Ce matériel roulant a été transporté par camions à l'ancien dépôt du Pirée, où il reste inexploité. Ce furent les derniers convois à circuler sur la ligne.
Le 4 juillet 2010 commença un service cadencé de banlieue autour de la ville de Patras jusqu'à la commune de Río. L'exploitation se prolongea jusqu'à la gare d'Aghios Vassilios le 1er septembre 2011. C'est le seul service qui se poursuit sur la ligne. En janvier 2012, après 18 mois de fonctionnement, le train de banlieue de Patras est l'une de deux lignes ferroviaires les plus rentables du pays, tandis que tous les autres étaient déficitaires et doivent être subventionnés chaque année par le gouvernement. Par conséquent, l'exploitant TRAINOSE, envisage un prolongement de cette ligne sur 2,5 km jusqu'à la commune d'Arachovitika.